# Arafat Djako
Arafat Djako (ur. 10 listopada 1988 roku w Lomé) – togijski piłkarz, występujący na pozycji napastnika w CF Mounana.
W 2008 roku zadebiutował w reprezentacji Togo, w której rozegrał dwa mecze.